# Odense Steel Shipyard
Le chantier naval Odense Steel Shipyard (en danois Odense Staalskibsværft) est situé à Odense au Danemark et fut construit en 1918-1919 par le groupe MAERSK.
Un nouveau chantier avec des capacités plus importantes et plus modernes a été construit en 1957-1959 sur un nouvel emplacement situé à Munkebo à quelques kilomètres d'Odense. Le chantier naval original est resté en fonction jusqu'en 1966 date à laquelle toutes les opérations ont été transférées dans le nouveau chantier. À la différence du chantier naval moderne, l'ancien site n'a produit que des navires civils et marchands. Le premier bateau construit fut le cargo à vapeur Robert Mærsk achevé 1920. Le dernier navire construit était le numéro 177, le vraquier Laura Mærsk.
Le nouveau chantier naval comprend deux docks de 300 x 45 x 7,5 mètres chacun permettant la construction de tankers allant jusqu'à 100 000 tpl. Le chantier a été agrandi en 1967 avec un nouveau dock (415 x 90) et un portique de 800 tonnes, 95 mètres de haut permettant la construction de tankers de la classe des VLCC et ULCC. Les plus grands navires commandés ont été deux tankers de 500 000 tpl mais cette commande fut annulée.
Des années 1960 jusqu'à 1977 le chantier a construit uniquement des pétroliers (de moins de 330 000 tpl) ainsi que des vraquiers. Le premier navire RORO a été construit en 1979, et le premier porte-conteneurs en 1980.
En décembre 1992, le chantier a construit le premier pétrolier à double-coque 300.000 tdw.
En janvier 1996 le chantier a livré son premier porte-conteneurs PostPanamax. En décembre 1999 le portique s'est brisé après la très forte tempête qui a frappé l'Europe et en tombant a endommagé le bateau en cours de construction No.170, qui dut être réparé et fut livré avec deux mois de retard. MAN-TAKRAF de Leipzig/d'Allemagne livra un nouveau portique de 1000 tonnes, 110 mètres de haut en avril 2001.
En 2006, le chantier a construit le bateau en activité le plus long du monde et porte-conteneurs avec la plus grande capacité, l'Emma Maersk, puis fin 2006 et début 2007, 3 autres porte-conteneurs eux aussi pour la compagnie Maesk d'une capacité de plus de 11 000 EVP chacun.
En 2009, le groupe A.P. Møller Mærsk a annoncé sa décision de se séparer du chantier naval, en raison d'un manque de rentabilité et de compétitivité face à ses concurrents, notamment coréens et chinois.

## Navires construits
- Classe Absalon : HDMS Absalon (L16) et HDMS Esbern Snare (L17)
- Classe Iver Huitfeldt

## Source
- (en) Cet article est partiellement ou en totalité issu de l’article de Wikipédia en anglais intitulé « Odense Steel Shipyard » (voir la liste des auteurs).